# Трутовик берёзовый
Трутови́к берёзовый (лат. Piptoporus betulinus) — вид грибов, входящий в род Piptoporus семейства Fomitopsidaceae.
Синонимы:
- Agarico-pulpa pseudoagaricon Paulet 1793
- Agaricum conchatum Paulet 1812
- Boletus betulinus Bull. 1788
- Boletus suberosus Wulfen 1786, nom. illeg.
- Fomes betulinus (Bull.) Fr. 1890
- Placodes betulinus (Bull.) Quél. 1888
- Polyporus betulinus (Bull.) Fr. 1815
- Ungularia betulina (Bull.) Lázaro Ibiza 1916
- Ungulina betulina (Bull.) Pat. 1900

## Описание

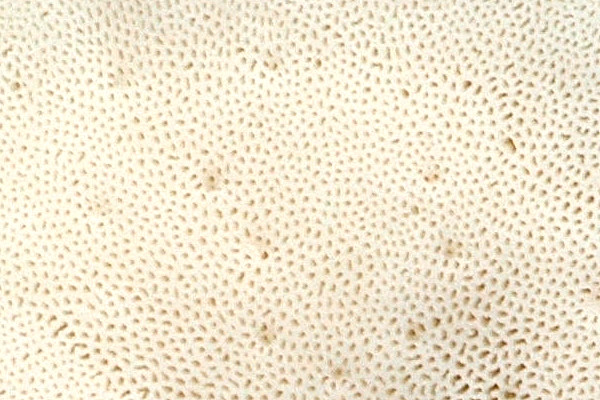
Гименофор

- Плодовые тела однолетние, без ножки, 10—20×2—6 см, сначала почти шаровидной, затем подкововидной формы, серо-коричневого цвета, с толстым краем.
- Гименофор трубчатый. Поры округлые или угловатые, сначала белого, затем серо-коричневого цвета. Трубочки 1,5—5 мм длиной.
- Гифальная система сначала мономитическая, затем димитическая.
- Гниль бурая, активная.
- Мякоть белого цвета, с кисловатым вкусом и сильным грибным запахом.
- Споры 5—7×1,5—2 мкм, бесцветные, с гладкой поверхностью, неамилоидные. Базидии двух- или четырёхспоровые. Цистиды отсутствуют.
- Гриб считается несъедобным из-за жёсткой мякоти, но молодые плоды можно вполне употреблять в пищу.
- Гриб развивается на сухостое, редко на вершинах и ветвях живых берёз. В. Рипачек  рассматривает гриб в качестве паразита, поражающего ослабленные деревья. По известным данным, является активным древоразрушителем. К. Лованг  отмечает, что за четыре месяца под воздействием гриба берёза теряет 22—53 % от массы. Интенсивность метаболизма высокая (1,3—3,3 мл CO2/г/ч). Температурный оптимум роста гриба составляет +25 — +26 °C, максимум +32 — +35 °C . Способен расти при низких температурах (от 0 до -5 °C) .

## Экология
Произрастает одиночно или группами, на стволах мёртвых берёз.
Вызывает желтовато-бурую или красновато-коричневую гниль деструктивного типа, интенсивно развивающуюся. Поражённая этим трутовиком древесина быстро разрушается и становится трухлявой. При заражении гниение вначале развивается в коре и заболони, а оттуда быстро проникает к центру ствола; шляпки гриба развиваются на последних стадиях гниения древесины. В начальных стадиях поражения на поперечных распилах гниль представляется в виде полного или неполного периферического кольца древесины с красноватым оттенком, переходящим постепенно в красновато-коричневый или желтовато-бурый. В дальнейшем на поражённой древесине замечаются трещины в радиальном и тангенциальном направлениях.
Гриб характерен для берёзы, в естественных условиях на других деревьях не встречается. В Западной Сибири распространён повсеместно.

## Сходные виды
- Piptoporus quercinus произрастает на дубе.

## Химический состав
Из трутовика берёзового была извлечена полипореновая кислота — биологически активное вещество с ярко выраженным противовоспалительным действием, не уступающим по силе кортизону. Считается, что обнаружение двух кусочков плодового тела этого гриба, нанизанных на кожаные ремешки, среди вещей Этци (человека, погибшего в тирольских ледниках около 5300 лет назад и найденного в виде ледяной мумии) объясняется их использованием в качестве лекарства, обладающего противовоспалительной активностью.